# 持田あき
持田 あき（もちだ あき、1984年7月2日 - ）は、日本の漫画家。鹿児島県出身。血液型はA型。実姉は同じく漫画家の槙ようこ。
高校 朋優学院高校

## 略歴
- 2000年 - 高校1年生の時、『りぼん秋のびっくり大増刊号』（集英社）にて、「角砂糖恋愛」でデビュー。
- 2003年 - 「教科書をとじたら」で『りぼん』本誌初掲載を果たす。
- 2005年 - 『りぼん』にて「ロイヤルストレート」で初連載。その後も同誌とその派生誌を中心に執筆活動を展開。
- 2010年 - 7月に創刊された『ARIA』（講談社）にて『ピカ☆イチ』の連載を開始。同作品は実姉である槙ようことの合作であり、槙は作画、持田は脚本をそれぞれ手掛けている。
- 同年 - 『Cookie』（集英社）10月号にて、同じく槙ようことの合作『zen zen』を読み切りで発表。その後、同作を2011年2月号から4月号まで短期連載をし、連載終了後も本作は続編の予定があると告知されていたが、実際に続編が実現されることはなかった。
- 2016年 - 『Cookie』7月号から「初めて恋をした日に読む話」を連載開始。2019年1月15日から3月19日まで、TBSテレビ系で実写ドラマ化された。
- 2022年 - 第25回文化庁メディア芸術祭マンガ部門において、「ゴールデンラズベリー」が大賞を受賞した[1]。

## 作品リスト

### 連載
- ロイヤルストレート（『りぼん』2005年5月号 - 7月号）
- ブルー・リボン（『りぼん』2005年11月号 - 2006年1月号）
- ルーズリーフ（『りぼん』2006年5月号 - 10月号）
- 真夜中にKiss（『りぼん』2007年4月号 - 12月号）
- おもいで金平糖シリーズ
  - おもいで金平糖（『りぼんスペシャル』2008年お正月大増刊号）
  - おもいで金平糖〜テイクオーバーゾーン〜（『りぼんスペシャル』2008年夏休み大増刊号）
  - おもいで金平糖〜さまざまなことを思い出す〜（『りぼんスペシャル』2009年春の大増刊号）
  - おもいで金平糖〜パンクロックマザーグース〜（『りぼんスペシャル』2009年冬の大増刊号）
  - おもいで金平糖〜初恋〜（『りぼんスペシャルオレンジ』2010年夏の大増刊号）
  - おもいで金平糖〜ララグラス〜（『りぼんスペシャルリアル』2011年秋の大増刊号）
  - おもいで金平糖〜愛の夢〜（『りぼんスペシャルキュート』2012年春の大増刊号）
  - おもいで金平糖 ―スワロウテイル― （『りぼんスペシャルミント』2013年夏の大増刊号)
  - おもいで金平糖 ―Would You?― （『りぼん』2014年2月号）
  - おもいで金平糖 ―不良少女― （『りぼんスペシャルミント』2014年夏の大増刊号）
  - おもいで金平糖 ―いちごシロップ― （『りぼんスペシャルミント』2015年夏の大増刊号）
  - おもいで金平糖 ―銀河鉄道の恋人― （『りぼんスペシャル』2017年冬の大増刊号）
  - おもいで金平糖 ―永遠のエリカ― （『りぼんスペシャルミント』2017年夏の大増刊号）
  - おもいで金平糖 ―同級生―（『りぼんスペシャル』2025年春の大増刊号[2]）
- 君は坂道の途中で（『りぼん』2008年4月号 - 12月号）
- ピカ☆イチ（『ARIA』2010年9月号 - 2013年3月号）
- zen zen（『Cookie』2011年2月号 - 4月号）
- 花めぐりあわせ（『りぼん』2012年10月号 - 2013年6月号）
- スイートソロウ（『Cookie』2011年2月号 - 4月号）
- 初めて恋をした日に読む話（『Cookie』2016年7月号[3] - 連載中）
- ぶどうとスミレ（『ザ マーガレット』2017年8月号 - 2020年夏号）
- ゴールデンラズベリー（『FEEL YOUNG』2020年8月号[4] - 連載中）

### 読み切り
- 角砂糖恋愛（『りぼん』2000年秋のびっくり大増刊号）
- ラバンチュール!（『りぼん』2001年早春のびっくり大増刊号）
- 威風堂々プロジェクト（『りぼん』2001年春のびっくり大増刊号）
- 蝶々くらべ（『りぼんオリジナル』2001年6月号）
- 未来予報晴れ（『りぼんオリジナル』2001年10月号）
- いとしのキャリー（『りぼんオリジナル』2002年2月号）
- グッド・バイ（『りぼん』2002年春のびっくり大増刊号）
- チェリッシュ!（『りぼんオリジナル』2002年10月号）
- さくら恋々きみのこと（『りぼんオリジナル』2003年8月号）
- 教科書をとじたら（『りぼん』2003年11月号）
- ソプラノ（『りぼんオリジナル』2004年6月号）
- ボーイ、ドン・キホーテ（『りぼん』2004年9月号）
- キティ（『りぼんオリジナル』2005年2月号）
- 流れ星にくちづけ（『りぼん』2005年2月号別冊付録）
- ラストブルー（『りぼん』2005年9月号）
- あなたに恋して私は（『りぼんオリジナル』2006年2月号）
- お砂糖づけのミス・ハニー（『りぼん』2007年1月号別冊付録）
- さよならマリーゴールド（『りぼんスペシャル』2007年秋の大増刊号）
- 130cmからメリークリスマス（『りぼん』2007年12月号別冊付録）
- 八木下が言うには（『りぼんスペシャル』2008年秋の大増刊号）
- 君は坂道の途中で 番外編 ベツサカ（『りぼんスペシャル』2009年春の大増刊号）
- 君は坂道の途中で 特別編 アコースティック（『君は坂道の途中で』第3巻・描きおろし作品）
- 終わりなき我らの初恋（『りぼんスペシャルダイヤ』2009年夏の大増刊号）
- 晴れて今夜（『りぼん』2010年3月号）
- 汽車よりはるか（『りぼんスペシャル』2010年春の大増刊号）
- zen zen（『Cookie』2010年10月号）
- 咲けばオレンジ（『りぼんスペシャル』2013年冬の大増刊号）
- キラ星のごとく（『りぼんスペシャル』2014年春の大増刊号）
- ミスター バターカップ （『りぼんスペシャル』2014年虹いろ大増刊号）
- ハローディアミスター（『りぼんスペシャル』2015年冬の大増刊号）
- リベンジポルノなんてつまらない[5]（『ザ マーガレット』2021年秋号）

### 書籍
- 『蝶々くらべ』集英社〈りぼんマスコットコミックス〉、2002年2月発行、ISBN 4-08-856353-0
- 『グッド・バイ』集英社〈りぼんマスコットコミックス〉、2003年10月発行、ISBN 4-08-856498-7
- 『キティ』集英社〈りぼんマスコットコミックス〉、2005年5月発行、ISBN 4-08-856612-2
- 『ブルー・リボン』集英社〈りぼんマスコットコミックス〉、2006年4月発行、ISBN 4-08-856678-5
- 『ルーズリーフ』、集英社〈りぼんマスコットコミックス〉2006年、全1巻
- 『ロイヤルストレート』集英社〈りぼんマスコットコミックス〉、2007年3月発行、ISBN 978-4-08-856733-4
- 『真夜中にKiss』、集英社〈りぼんマスコットコミックス〉2007年 - 2008年、全2巻
- 『君は坂道の途中で』、集英社〈りぼんマスコットコミックス〉2008年 - 2009年、全3巻
- 『おもいで金平糖』、集英社〈りぼんマスコットコミックス〉2010年 - 、既刊5巻（2025年7月現在）
- 『ピカ☆イチ』、講談社〈KCx〉2011年 - 2013年、全7巻
- 『zen zen』、集英社〈りぼんマスコットコミックス〉2011年 - 、既刊1巻（2011年10月現在）
- 『花めぐりあわせ』、集英社〈りぼんマスコットコミックス〉2013年、全2巻
- 『キラ星のごとく』集英社〈りぼんマスコットコミックス〉、2014年8月発行、ISBN 978-4-08-867334-9
- 『スイートソロウ』、集英社〈マーガレットコミックス〉2015年 - 2016年、全3巻
- 『ミスター・バターカップ』集英社〈りぼんマスコットコミックス〉、2016年4月発行、ISBN 978-4-08-867413-1
- 『ぶどうとスミレ』、集英社〈マーガレットコミックス〉2019年 - 、既刊2巻（2020年9月現在）
- 『初めて恋をした日に読む話』、集英社〈マーガレットコミックス〉2016年 - 、既刊18巻（2024年12月24日現在）
- 『ゴールデンラズベリー』、祥伝社〈FC swing〉2021年 - 、既刊5巻（2025年8月8日現在）